# Wronczyn p. Pobiedziskami (gromada)
Wronczyn p. Pobiedziskami (alt. Wronczyn pod Pobiedziskami) – dawna gromada, czyli najmniejsza jednostka podziału terytorialnego Polskiej Rzeczypospolitej Ludowej w latach 1954–1972.
Gromady, z gromadzkimi radami narodowymi (GRN) jako organami władzy najniższego stopnia na wsi, funkcjonowały od reformy reorganizującej administrację wiejską przeprowadzonej jesienią 1954 do momentu ich zniesienia z dniem 1 stycznia 1973, tym samym wypierając organizację gminną w latach 1954–1972.
Gromadę Wronczyn p. Pobiedziskami z siedzibą GRN we Wronczynie pod Pobiedziskami (obecna nazwa: Wronczyn) utworzono – jako jedną z 8759 gromad na obszarze Polski – w powiecie poznańskim w woj. poznańskim, na mocy uchwały nr 33/54 WRN w Poznaniu z dnia 5 października 1954. W skład jednostki weszły obszary dotychczasowych gromad Bednary, Kołata, Stęszewko i Wronczyn pod Pobiedziskami, ponadto miejscowości Gorzkiepole, Jerzyn, Kuracz i Olszak z dotychczasowej gromady Jerzyn oraz miejscowość Krześlice z dotychczasowej gromady Łagiewniki – ze zniesionej gminy Polskawieś w tymże powiecie. Dla gromady ustalono 13 członków gromadzkiej rady narodowej.
Gromadę zniesiono 1 stycznia 1960, a jej obszar włączono do gromady Pobiedziska w tymże powiecie.